# Brazylijska gorączka krwotoczna
Brazylijska gorączka krwotoczna – słabo poznana choroba wirusowa, opisana po raz pierwszy w 1994 roku w miejscowości Sabiá w brazylijskim stanie São Paulo. Kolejne dwa przypadki dotyczyły pracowników laboratoriów, mających kontakt z materiałem zakaźnym.

## Etiologia
Czynnikiem etiologicznym brazylijskiej gorączki krwotocznej jest RNA wirus Sabiá (SABV) zaliczany do arenawirusów Nowego Świata (kompleks Tacaribe).
Uważa się, że udział w przenoszeniu zarazka mogą mieć gryzonie. Do zakażeń laboratoryjnych doszło drogą wziewną, poprzez aspirację cząsteczek wirusa.

## Objawy
W przebiegu choroby obserwowano wystąpienie objawów rzekomogrypowych (osłabienie, wysoka gorączka, dreszcze, bólu gardła, głowy, mięśni), zapalenia spojówek, objawów dyspeptycznych (bóle brzucha, biegunka, nudności i wymioty) prowadzących do odwodnienia.
Pierwsze opisane wystąpienie choroby zakończyło się zgonem pacjentki. Wystąpiły u niej krwawienia z dróg rodnych i krwiste wymioty. W preparacie sekcyjnym stwierdzono obrzęk płuc, ogniska krwotoczne i martwicze w wątrobie oraz krwawienia do przewodu pokarmowego.
W badaniach laboratoryjnych obserwowano leukopenię i podwyższenie poziomu aminotransferaz.

## Leczenie
Nie opracowano leczenia przyczynowego.